# Tribune Media
Tribune Media Company o simplemente Tribune Media, anteriormente denominada Tribune Company (NYSE: TRB) fue un gran grupo mediático estadounidense con sede en Chicago. Posee el Chicago Tribune, Tribune Broadcasting, el Chicago Cubs, Los Angeles Times, el Newsday de Nueva York, el Hartford Courant, The Baltimore Sun, el Daily Press de Virginia, el Orlando Sentinel, y muchos otros medios de comunicación.
También es dueña de Tribune Entertainment, que posee los derechos de distribución de los programas de varias televisiones de Estados Unidos y del mundo, incluyendo South Park y muchos otros programas.